# Harald Christensen (ciclista)
Harald Christensen (Kolding, 9 de abril de 1907-Copenhague, 27 de noviembre de 1994) fue un deportista danés que compitió en ciclismo en la modalidad de pista. Participó en los Juegos Olímpicos de Los Ángeles 1932, obteniendo una medalla de bronce en la prueba de tándem.

## Medallero internacional
| Juegos Olímpicos | Juegos Olímpicos             | Juegos Olímpicos  | Juegos Olímpicos |
| Año              | Lugar                        | Medalla           | Competición      |
| ---------------- | ---------------------------- | ----------------- | ---------------- |
| 1932             | Los Ángeles (Estados Unidos) | Medalla de bronce | Tándem           |